# Svjatlana Val'ko
Svjatlana Iosifaŭna Val'ko, coniugata Kudrašova (in bielorusso Святлана Іосіфаўна Валько-Кудрашова?; Grodno, 12 luglio 1989), è una cestista bielorussa.

## Carriera
Con la Bielorussia ha disputato i Campionati mondiali del 2010 e due edizioni dei Campionati europei (2011, 2015).